# Diademzierlori
Der Diademlori (Vini diadema, Synonym: Charmosyna diadema), früher auch als Diademzierlori, Diadem-Prachtzierlori oder Neukaledonien-Zierlori bezeichnet, ist eine extrem seltene oder bereits ausgestorbene Papageienart aus der Gattung der Maidloris (Vini). Sie ist oder war auf Neukaledonien endemisch.

## Merkmale
Der Diademlori wurde 1860 auf Basis zweier Weibchen beschrieben, von denen heute nur noch ein Museumsexemplar in Paris erhalten geblieben ist. Die Länge beträgt 18 bis 19 Zentimeter, worauf 7 bis 8 Zentimeter auf den schlanken und spitzen Schwanz entfallen. Die Flügellänge beträgt 91 Millimeter und der Lauf ist 16 Millimeter lang. Die Gefieder ist insgesamt grün. Die Scheitelmitte und die Oberschenkel sind dunkel himmelblau. Wangen und Kehle sind gelblich. Auf dem Steiß befindet sich ein roter Fleck. Der Schwanz ist an der Oberseite grünlich und gelblicholiv an der Unterseite. Die äußersten vier Schwanzfedern zeigen teilweise rote Markierungen an den Innenfahnen gefolgt von einer schwarzen Binde und grüngelben Spitzen an der Unterseite. Der Schnabel ist orange-rot.
Das Erscheinungsbild der Männchen und das Jugendkleid ist unbekannt.

## Lebensraum und Lebensweise
Die wenigen Beobachtungen stammten aus niedrigem Buschland sowie aus Ökotonen zwischen Myrtenheide-Savanne und Feuchtwäldern. Über die Lebensweise des Diademzierloris ist fast nichts bekannt. Seine Nahrung suchte er gelegentlich in Korallenbäumen.

## Gefährdungsstatus
Der genaue Fundort der beiden Typusexemplare ist unbekannt. Sie wurden im Jahre 1859 geschossen.  Ein Exemplar ist  verschwunden, das andere befindet sich im Muséum national d’histoire naturelle in Paris. 1882 berichteten die Naturforscher Edgar Leopold Layard und E. Leopold C. Layard, dass diese Lories angeblich bis 1880 gesichtet wurden. 1913 wurde ein Exemplar in einem Waldgebiet am Mont Ignambi nahe Oubache geschossen, aber nicht konserviert. Unbestätigte Berichtete existieren aus den 1920er-Jahren, den 1950er-Jahren und 1970er-Jahren. In den 1920er-Jahren will ein älterer Ortsansässiger diese Papageien am Yaté-See gesichtet haben. 1976 behauptete ein Forstmann, er hätte ein Exemplar im Jahre 1953 oder 1954 an der La-Foa-Canala-Straße in der Südprovinz und ein weiteres Exemplar im Juni 1976 in der Region westlich des Mont Panié in der Nordprovinz beobachtet. 1998 wurde eine sechsmonatige Expedition am Mt. Ignambi durchgeführt, die jedoch ergebnislos blieb.
Der deutsche Ornithologe Heinrich Bregulla vermutet, dass die Art noch in den Regionen am Mont Panié, am Mont Humboldt und am Massif du Kouakoué vorkommen könnte, da zwischen den Interküstenstraßen rund um die Provinzgrenze noch ungestörte Wälder vorhanden sind.
Die Ursachen für das Verschwinden des Diademzierloris sind noch nicht hinreichend erforscht. Die montanen Feuchtwälder sind nicht gefährdet. Jedoch stellt diese Art Anforderungen an andere Habitate, von denen einige, insbesondere halbimmergrüne Flachlandwälder nahezu von Neukaledonien verschwunden sind. Darüber hinaus lassen die ernsthaften Bestandsrückgänge bei anderen Zierlori-Arten die Vermutung zu, dass eingeführte Seuchen wie die Vogelmalaria oder die Nachstellung durch Beutegreifer wie Ratten für den Rückgang der Lories mitverantwortlich sind.
Obwohl der letzte zuverlässige Nachweis aus dem Jahre 1913 stammt, klassifiziert BirdLife International den Diademzierlori mit einer geschätzten Population von weniger als 50 Exemplaren in die Kategorie „vom Aussterben bedroht“ (Critically Endangered).
Die Klassifizierung in diese Rote-Liste-Kategorie durch den IUCN erfolgte 2019 auf Vorschlag des Vorjahres hin zur Vermeidung des Romeo-Irrtums.